# 上北山村
上北山村（かみきたやまむら）は、奈良県の南東部にある村。吉野郡に属する。奈良県内の自治体では最も人口密度が小さい。また、県内で2番目に面積が広い村でもある。

## 地理

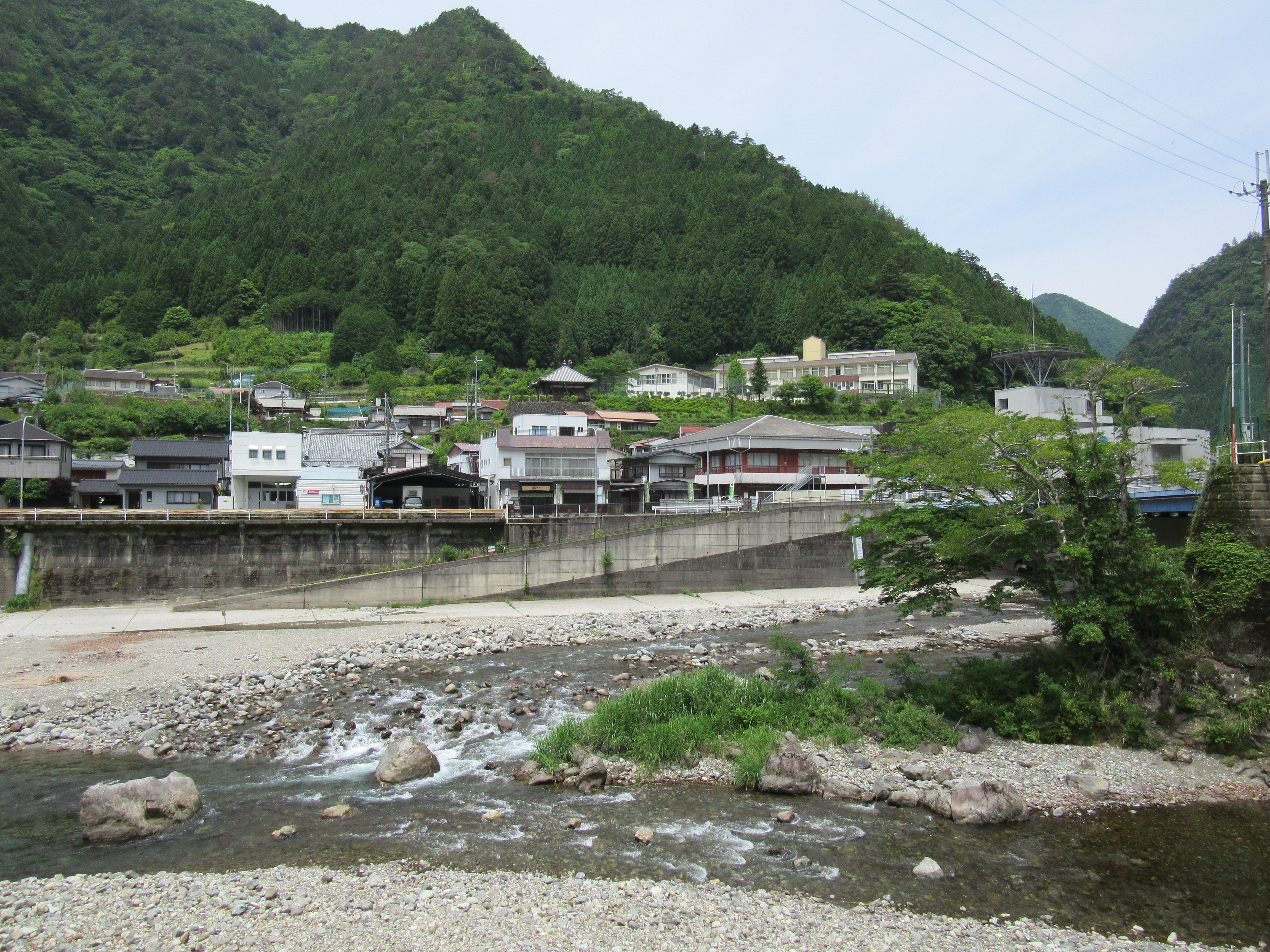
上北山村の主集落・河合。その名の通り、北から流れてきた北山川（奥の流れ）と北東から流れてきた小橡川（手前の流れ）の合流地点にできた集落である。

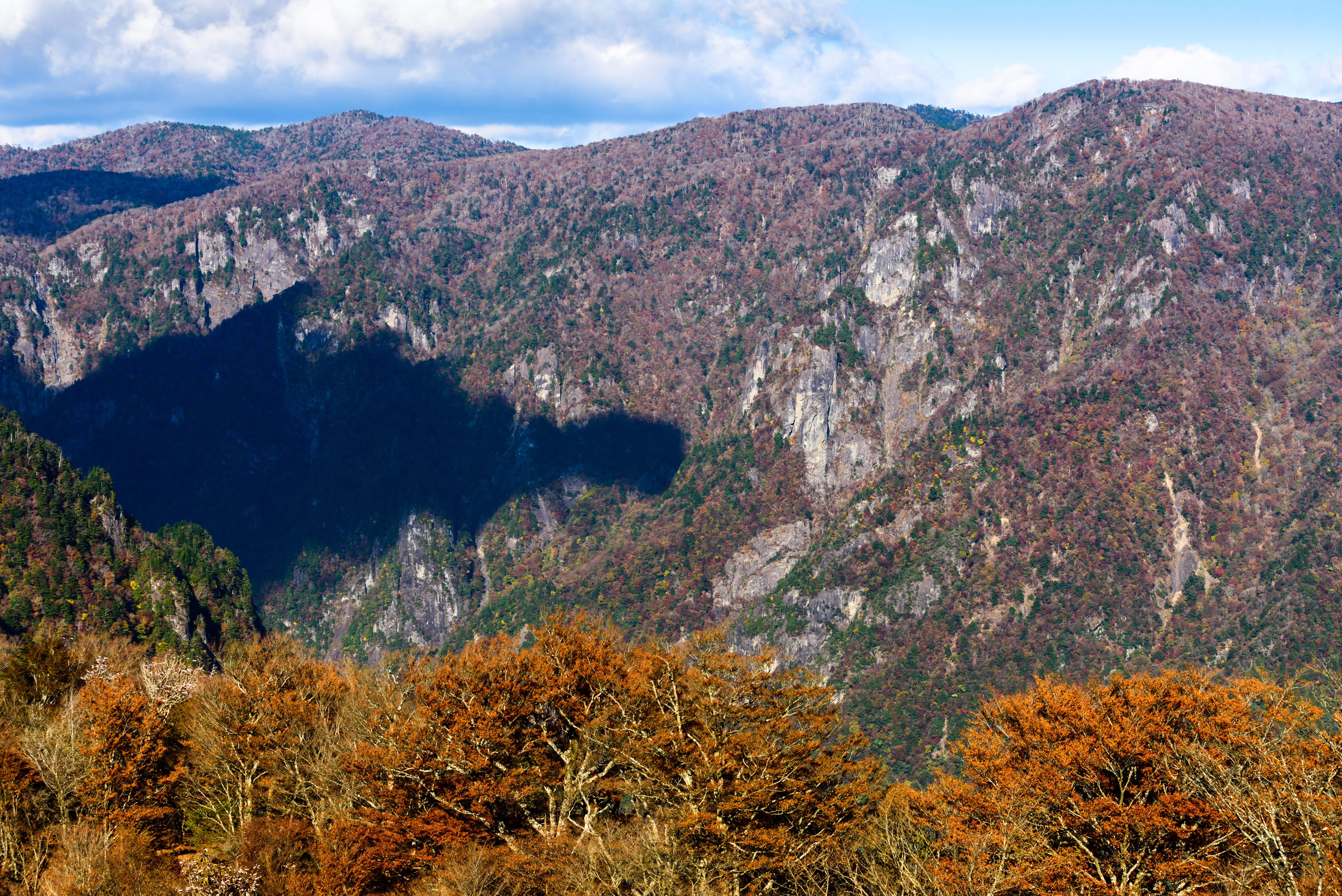
大蛇嵓と大台ヶ原周辺の地形

吉野郡南部の山間部に位置する。西に大峰山脈の稜線、東に台高山脈・大台ヶ原を見ることができる、自然の豊かな山村である。北の和佐又山には県内で二つあるスキー場の一つ、和佐又山スキー場がある。狭隘な道路が多く、国道169号以外による村へのアクセスは容易ではない。
村の面積のうち97％を森林が占める。昭和30年代までは林業が盛んで、現在は観光が主力産業である（「#産業」参照）。
水太谷（みずふとだに）流域に、無双胴（むそうどう）、底なしの井戸などの鍾乳洞がある。

### 隣接する自治体
- 奈良県五條市、吉野郡下北山村、十津川村、川上村、天川村
- 三重県熊野市、尾鷲市、北牟婁郡紀北町、多気郡大台町

### 気候
- 気温 - 最高39.3℃（2020年（令和2年）8月17日）[3]、最低−9.3℃（1981年（昭和56年）2月28日）
- 最大日降水量 - 661.0ミリ（2011年（平成23年）9月3日）[3]
- 最大瞬間風速 - 28.3 メートル（2018年（平成29年）9月4日）[3]

| 上北山（標高334m）の気候               | 上北山（標高334m）の気候 | 上北山（標高334m）の気候 | 上北山（標高334m）の気候 | 上北山（標高334m）の気候 | 上北山（標高334m）の気候 | 上北山（標高334m）の気候 | 上北山（標高334m）の気候 | 上北山（標高334m）の気候 | 上北山（標高334m）の気候 | 上北山（標高334m）の気候 | 上北山（標高334m）の気候 | 上北山（標高334m）の気候 | 上北山（標高334m）の気候 |
| 月                                     | 1月                      | 2月                      | 3月                      | 4月                      | 5月                      | 6月                      | 7月                      | 8月                      | 9月                      | 10月                     | 11月                     | 12月                     | 年                       |
| -------------------------------------- | ------------------------ | ------------------------ | ------------------------ | ------------------------ | ------------------------ | ------------------------ | ------------------------ | ------------------------ | ------------------------ | ------------------------ | ------------------------ | ------------------------ | ------------------------ |
| 最高気温記録 °C （°F）                 | 17.6 (63.7)              | 21.9 (71.4)              | 26.3 (79.3)              | 31.1 (88)                | 34.2 (93.6)              | 37.0 (98.6)              | 38.7 (101.7)             | 39.3 (102.7)             | 37.1 (98.8)              | 29.7 (85.5)              | 24.2 (75.6)              | 21.6 (70.9)              | 39.3 (102.7)             |
| 平均最高気温 °C （°F）                 | 8.1 (46.6)               | 9.6 (49.3)               | 13.6 (56.5)              | 19.2 (66.6)              | 23.6 (74.5)              | 25.9 (78.6)              | 30.0 (86)                | 31.1 (88)                | 27.0 (80.6)              | 21.4 (70.5)              | 15.8 (60.4)              | 10.2 (50.4)              | 19.6 (67.3)              |
| 日平均気温 °C （°F）                   | 2.9 (37.2)               | 3.7 (38.7)               | 7.1 (44.8)               | 12.0 (53.6)              | 16.6 (61.9)              | 20.1 (68.2)              | 23.9 (75)                | 24.6 (76.3)              | 21.2 (70.2)              | 15.5 (59.9)              | 9.9 (49.8)               | 4.8 (40.6)               | 13.5 (56.3)              |
| 平均最低気温 °C （°F）                 | −0.9 (30.4)              | −0.7 (30.7)              | 1.8 (35.2)               | 6.2 (43.2)               | 11.1 (52)                | 15.9 (60.6)              | 20.0 (68)                | 20.6 (69.1)              | 17.4 (63.3)              | 11.5 (52.7)              | 5.5 (41.9)               | 0.8 (33.4)               | 9.1 (48.4)               |
| 最低気温記録 °C （°F）                 | −7.9 (17.8)              | −9.3 (15.3)              | −5.5 (22.1)              | −3.8 (25.2)              | 0.9 (33.6)               | 5.3 (41.5)               | 12.8 (55)                | 10.9 (51.6)              | 6.8 (44.2)               | 0.0 (32)                 | −2.9 (26.8)              | −6.1 (21)                | −9.3 (15.3)              |
| 降水量 mm （inch）                     | 80.7 (3.177)             | 104.4 (4.11)             | 164.2 (6.465)            | 175.2 (6.898)            | 223.4 (8.795)            | 316.1 (12.445)           | 397.1 (15.634)           | 450.5 (17.736)           | 499.7 (19.673)           | 277.1 (10.909)           | 119.9 (4.72)             | 87.7 (3.453)             | 2,909.3 (114.539)        |
| 平均月間日照時間                       | 131.0                    | 131.1                    | 163.0                    | 183.7                    | 188.9                    | 132.0                    | 156.7                    | 178.5                    | 133.7                    | 136.3                    | 134.8                    | 134.9                    | 1,807.6                  |
| 出典1：気象庁（平均値：1991年-2020年） |                          |                          |                          |                          |                          |                          |                          |                          |                          |                          |                          |                          |                          |
| 出典2：気象庁（極値：1978年-現在）     |                          |                          |                          |                          |                          |                          |                          |                          |                          |                          |                          |                          |                          |

## 歴史

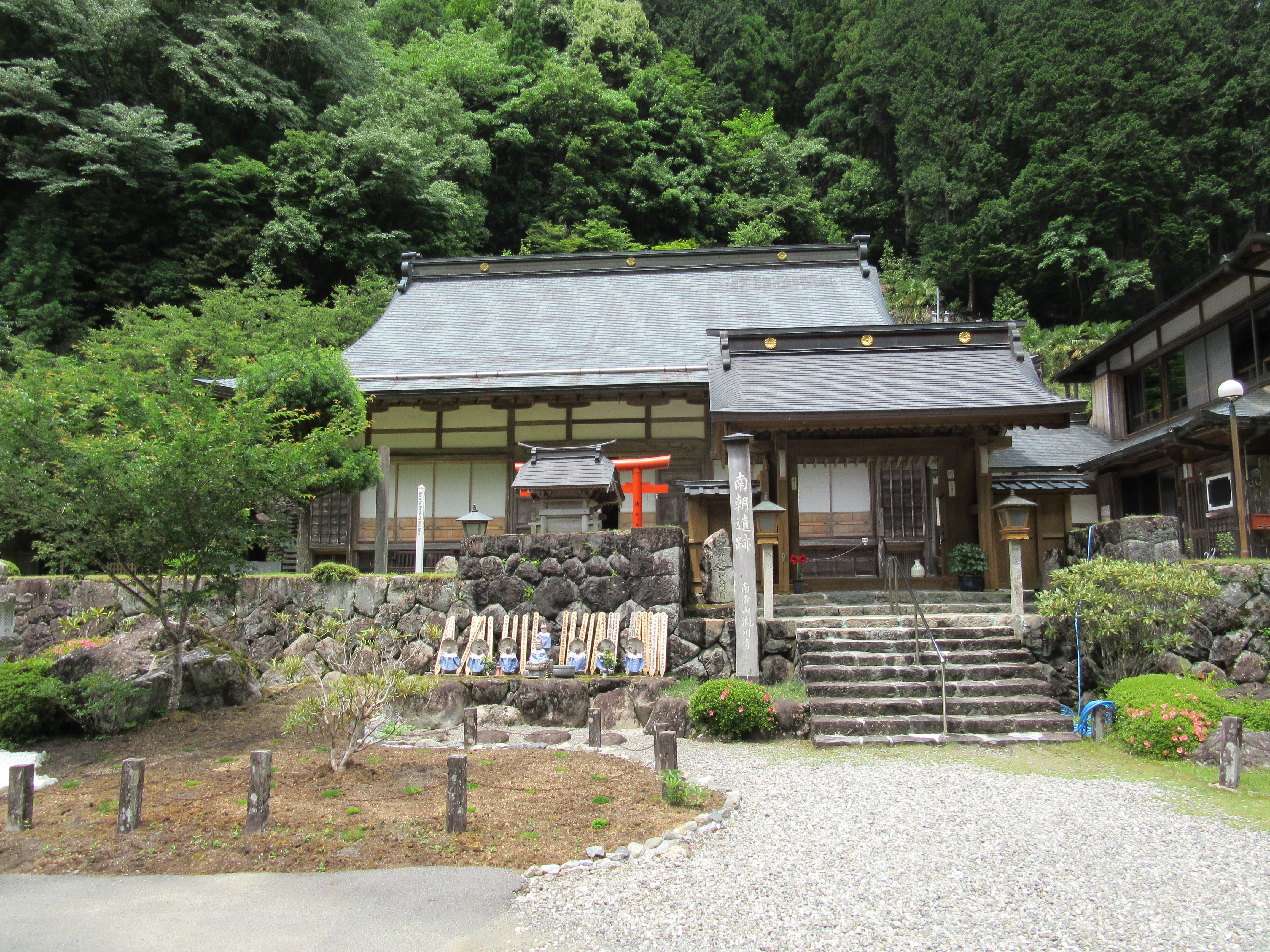
瀧川寺（小橡）

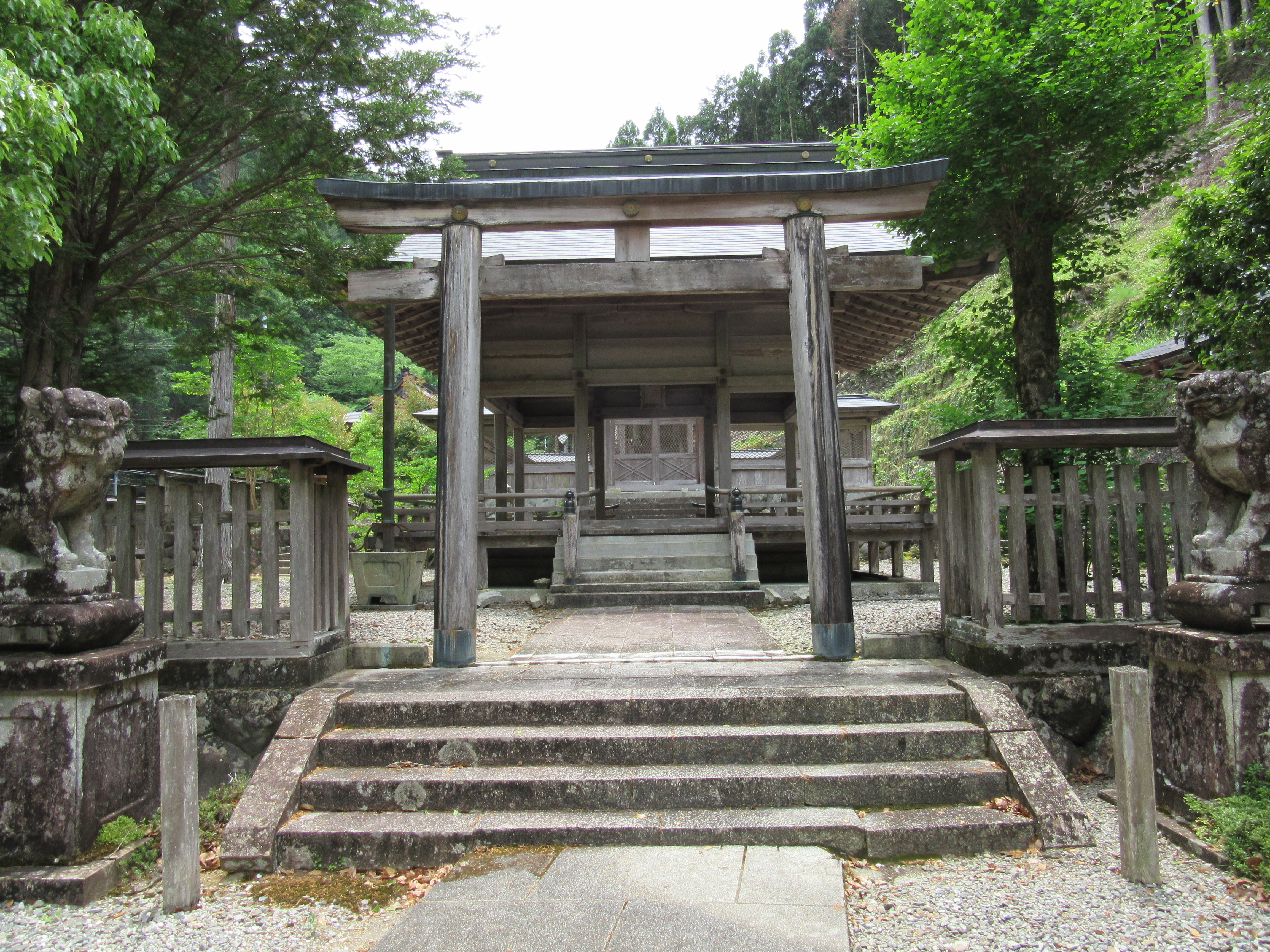
北山宮（小橡）

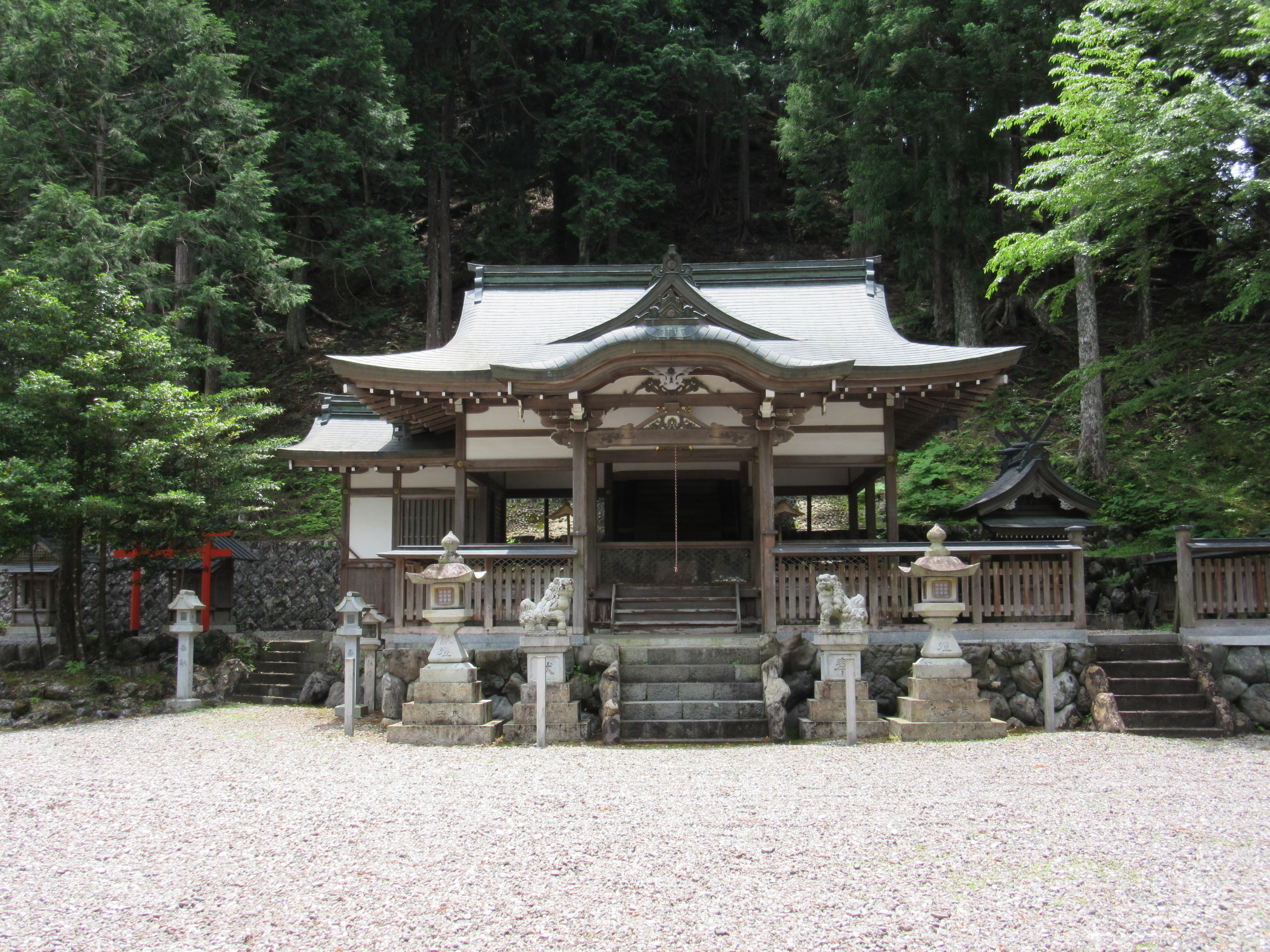
八坂神社（河合）

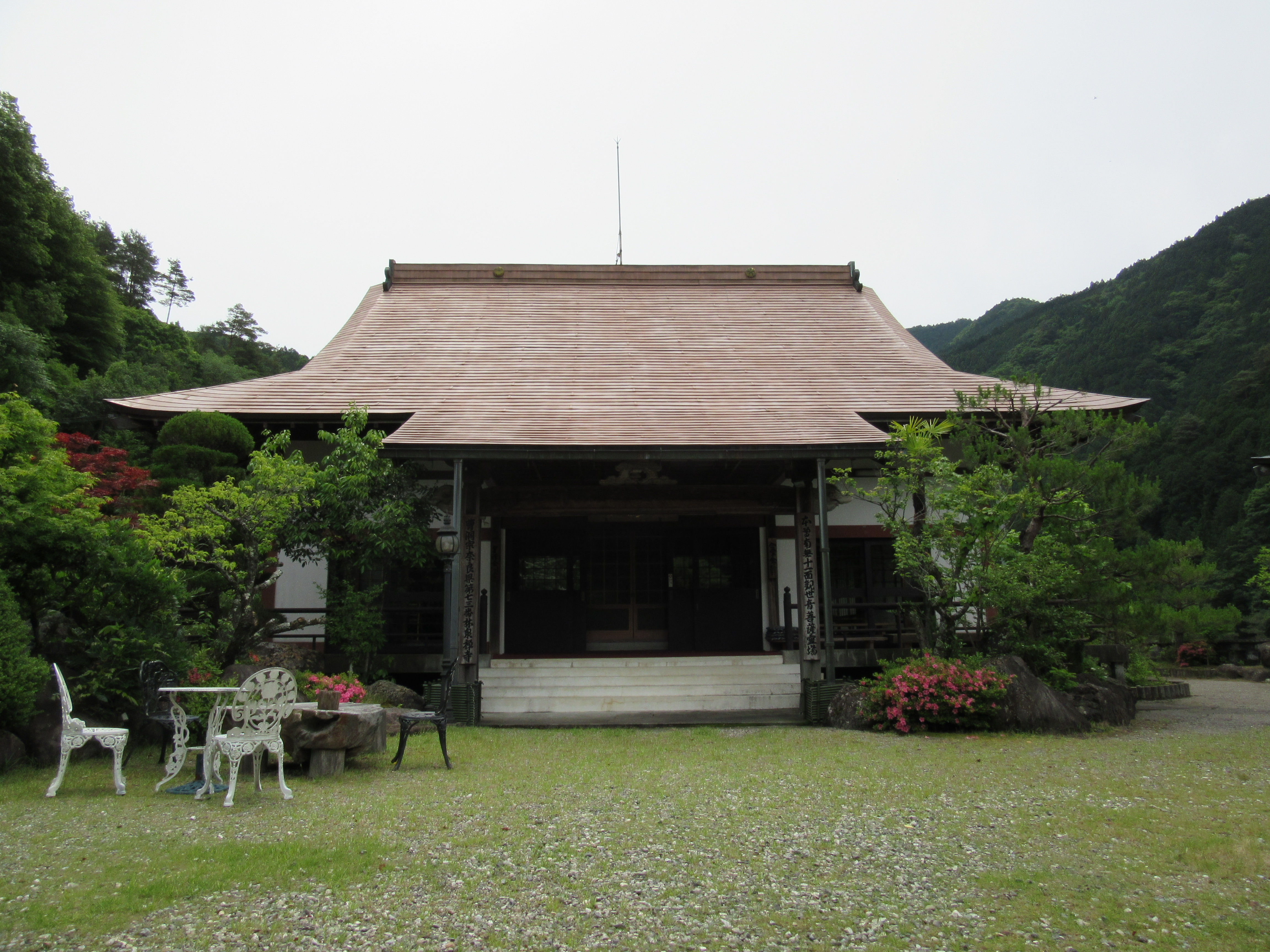
林泉寺（白川）

室町時代には、後南朝が拠点とし、北山宮は長禄の変で殺害された源尊秀を祀る。
- 町村制実施以前 - 西野村、小瀬村、橡本村、川合村、白川村の5村で「北山郷上組」を称する。
- 1875年（明治8年）12月 - 小瀬村・橡本村が合併して小橡（ことち）村となる。
- 1882年（明治15年）2月 - 西野村が西原村に、川合村が河合村にそれぞれ改称。
- 1889年（明治22年）
  - 4月1日 - 町村制の施行により、西原村・小橡村・河合村・白川村の区域をもって上北山村が発足。
  - 8月 - 十津川大風水害。
- 1890年（明治23年） - 小学校令発布に伴い村立尋常小学校として五校（西原、小橡、河合、白川、東ノ川）開校。
- 1936年（昭和11年）2月 - 吉野熊野国立公園指定（大台ヶ原、大峯の諸峯）。
- 1937年（昭和12年）9月 - 第1次室戸台風で被害を受ける[6]。
- 1948年（昭和23年） - 上北山診療所開設。
- 1955年（昭和30年）5月 - 高松宮来村。
- 1957年（昭和32年） - 坂本ダム工事着工。
- 1959年（昭和34年）9月 - 伊勢湾台風。
- 1961年（昭和36年）
  - 6月 - 集中豪雨で東の川において家屋流失。
  - 8月 - テレビ難視聴解消のため共同視聴を始める。
  - 10月 - 第2室戸台風上陸。
- 1962年（昭和37年）5月 - 坂本ダム第1貯水開始。
- 1963年（昭和38年）8月 - 小橡地区内で初めての有線放送開始。
- 1969年（昭和44年）7月 - 水没記念碑を母校に（東の川青年団）。
- 1973年（昭和48年）7月 - 役場庁舎、振興センター落成。
- 1984年（昭和59年）10月 - 第39回国民体育大会（山岳競技）開催。
- 1990年（平成2年）4月 - 奈良県生駒市と友好都市提携。
- 1996年（平成8年）5月 - 和佐又山にて奈良県植樹祭開催。

### 村域の変遷
| 明治7年 | 明治8年 | 明治12年 | 明治14年 | 明治15年 | 明治17年 | 明治22年 | 現在     |
| ------- | ------- | -------- | -------- | -------- | -------- | -------- | -------- |
| 奈良県  | 奈良県  | 堺県     | 大阪府   | 大阪府   | 奈良県   | 奈良県   | 奈良県   |
| 吉野郡  |         |          |          |          |          |          |          |
| 西野村  | 西野村  | 西野村   | 西野村   | 西原村   | 西原村   | 上北山村 | 上北山村 |
| 小瀬村  | 小橡村  | 小橡村   | 小橡村   | 小橡村   | 小橡村   | 上北山村 | 上北山村 |
| 橡本村  | 小橡村  | 小橡村   | 小橡村   | 小橡村   | 小橡村   | 上北山村 | 上北山村 |
| 川合村  | 川合村  | 川合村   | 川合村   | 河合村   | 河合村   | 上北山村 | 上北山村 |
| 白川村  |         |          |          |          |          | 上北山村 | 上北山村 |

## 行政
- 村長：山室潔

なお、衆議院議員選挙の選挙区は「奈良県第3区」、奈良県議会議員選挙の選挙区は「吉野郡選挙区」（定数：2）となっている。

## 経済

### 産業
かつては木材産地で、江戸時代に幕府に御用材を供給したほどであった。材木は熊野川水系を使った新宮（和歌山県）までの筏流しや、尾鷲までの索道で運ばれた。村内に製材所もあり、1965年には約2000人が住んでいた。その後、林業は衰退して人口は500人以下にまで減り、現在は大台ケ原を中心とする観光業が村の経済を支えている。2020年には温泉宿泊施設が5年ぶりに営業を再開した。
山間部のため農地はほぼ皆無である。

### 日本郵政グループ
（※2014年6月時点）
- 日本郵便株式会社
  - 上北山郵便局（河合） - 集配局。
  - 上北山西原郵便局（西原）

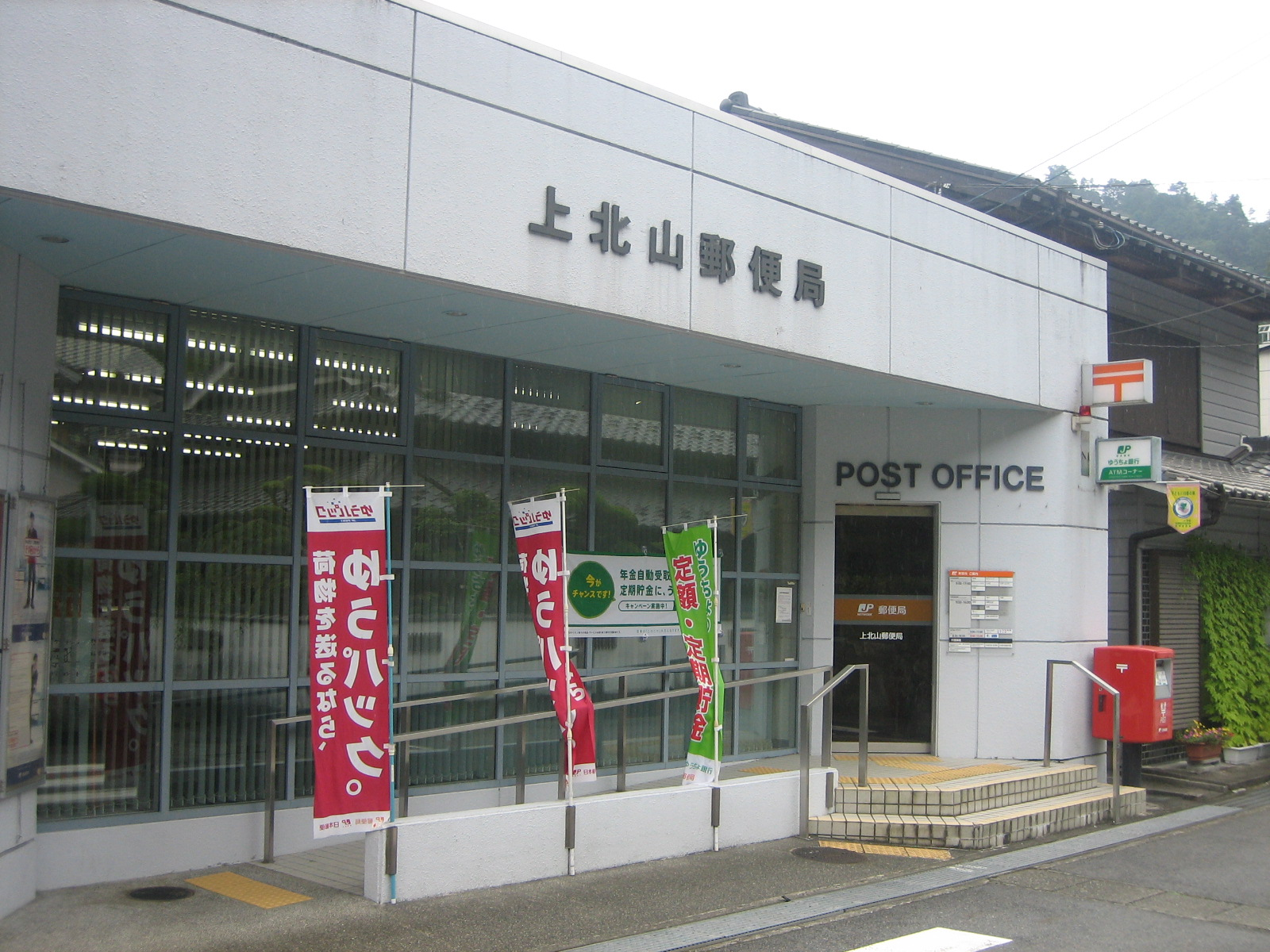
上北山郵便局

各郵便局にはゆうちょ銀行のATMが設置されており、上北山郵便局ではホリデーサービスを実施。
※上北山村内の郵便番号は「639-37xx」で、上北山郵便局が集配を担当している。
なお村内には郵便局以外に民間の金融機関がないため、村内に主たる事務所が所在する公共的な法人及び団体については、郵便貯金の預入限度額（1,000万円）の適用が除外されている。

## 地域

### 人口
| |                                          |  |
| 上北山村と全国の年齢別人口分布（2005年） | 上北山村の年齢・男女別人口分布（2005年） |  |
| ■紫色 ― 上北山村 ■緑色 ― 日本全国 | ■青色 ― 男性 ■赤色 ― 女性                |  |
| 上北山村（に相当する地域）の人口の推移 \| 1970年（昭和45年） \| 1,717人 \| \| \| 1975年（昭和50年） \| 1,463人 \| \| \| 1980年（昭和55年） \| 1,155人 \| \| \| 1985年（昭和60年） \| 1,123人 \| \| \| 1990年（平成2年） \| 1,046人 \| \| \| 1995年（平成7年） \| 1,023人 \| \| \| 2000年（平成12年） \| 915人 \| \| \| 2005年（平成17年） \| 802人 \| \| \| 2010年（平成22年） \| 683人 \| \| \| 2015年（平成27年） \| 512人 \| \| \| 2020年（令和2年） \| 444人 \| \| |                                          |  |
| 総務省統計局 国勢調査より |                                          |  |
| 1970年（昭和45年） | 1,717人                                  |  |
| 1975年（昭和50年） | 1,463人                                  |  |
| 1980年（昭和55年） | 1,155人                                  |  |
| 1985年（昭和60年） | 1,123人                                  |  |
| 1990年（平成2年） | 1,046人                                  |  |
| 1995年（平成7年） | 1,023人                                  |  |
| 2000年（平成12年） | 915人                                    |  |
| 2005年（平成17年） | 802人                                    |  |
| 2010年（平成22年） | 683人                                    |  |
| 2015年（平成27年） | 512人                                    |  |
| 2020年（令和2年） | 444人                                    |  |

- 人口増加率（2016年→2019年）：-11.82 %
- 年少人口比率：2.40 %（2019年）
- 生産年齢人口比率：47.00 %（2019年）
- 老年人口比率：50.40 %（2019年）
- 後期高齢者比率：31.40 %（2019年）
- 第一次産業比率：9.4 %（2019年）
- 第二次産業比率：21.5 %（2019年）
- 第三次産業比率：67.6 %（2019年）
- 外国人人口：1人（2019年）
- 平均年齢：59.8歳（2019年）
- 可住地人口密度：60.5人km2
- 2015年の国勢調査では、人口密度は1.86人/km2と全国で福島県檜枝岐村に次いで2番目に低い。人口増加率（減少率）は-25.3 %で、東日本大震災で被災地となった自治体を除くと全国で最も小さい。

### 生活

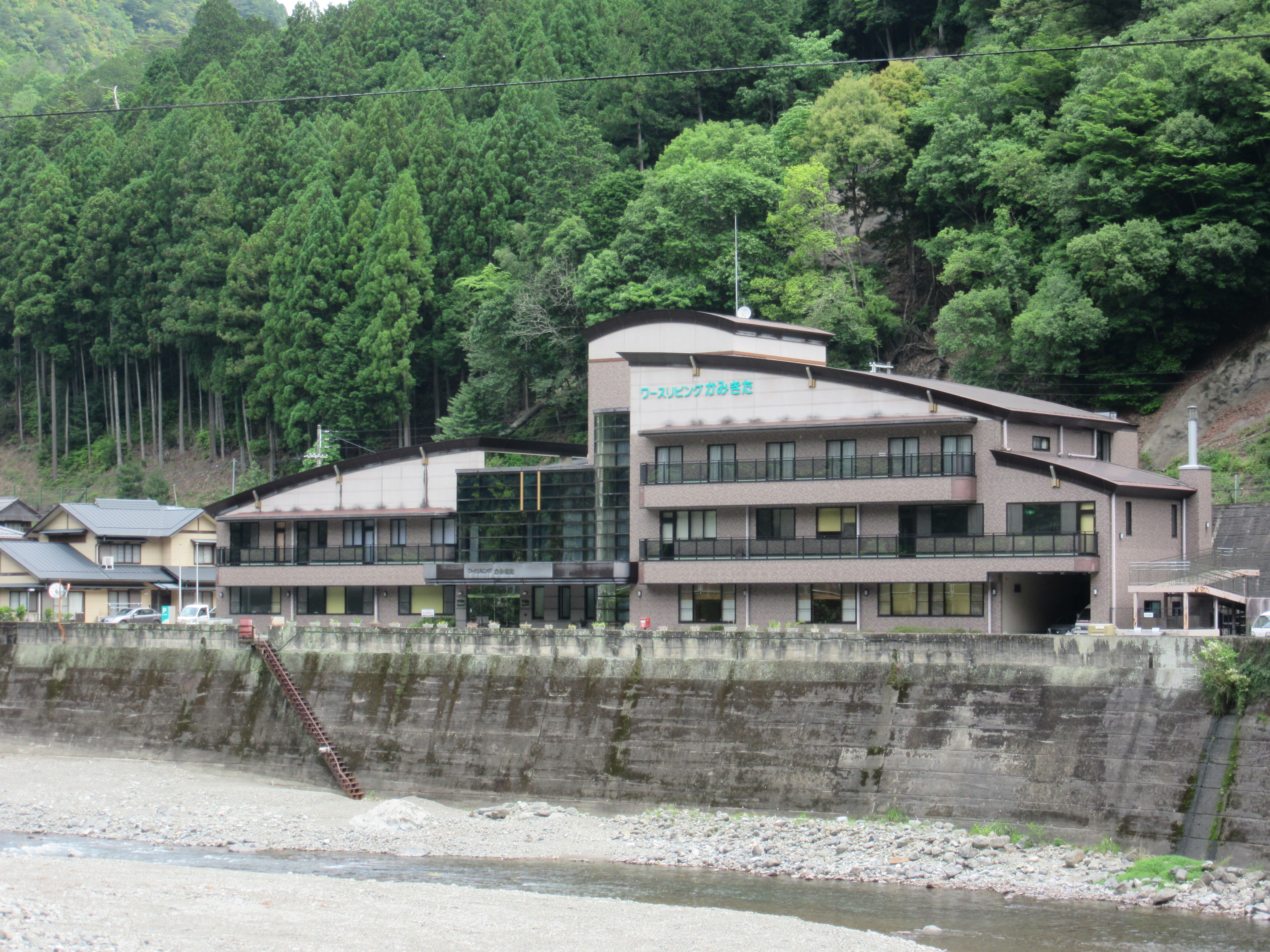
上北山診療所（河合）

### 教育
- 上北山村立上北山やまゆり学園（義務教育学校）

なお、1969年に休校となり1998年に廃校となった上北山村立東ノ川小中学校の校舎が現在も残っている。

## 交通

### 鉄道
村内を鉄道路線は走っていない。鉄道を利用する場合の最寄り駅は、近鉄吉野線大和上市駅、あるいはJR東海紀勢本線熊野市駅。

### バス
- 奈良交通 - 近鉄吉野線福神駅および大淀バスセンターを拠点として、大淀町・吉野町・川上村・上北山村・下北山村の5町村を結ぶ南部地域連携コミュニティバス（R169ゆうゆうバス）を受託運行している。ただし1日1往復のみの運行で、平日と土日祝日では運行時刻が大きく異なり[9]、日帰りでの往復利用は平日は上北山村内から大淀町・吉野町方面へのみ、土日祝日は逆に大淀町・吉野町から上北山村へのみ可能。年末年始は運休。
  - 福神駅 - 南奈良総合医療C - 大淀BC - 上市駅 - 湯盛温泉杉の湯 - 柏木 - 西原 - 河合 - 白川 - 池原 - 下桑原
- 上北山村コミュニティバス - 村内の河合地区、渡瀬地区、小橡地区、白川地区、西原地区発着の路線があり、各地区と村中心部の役場・診療所・商店等を結ぶ。いずれも料金は無料で平日のみ運行。また村内各地区とやまゆり学園を結ぶスクールバスが運行されており一般客の利用も可能となっている。

### 道路

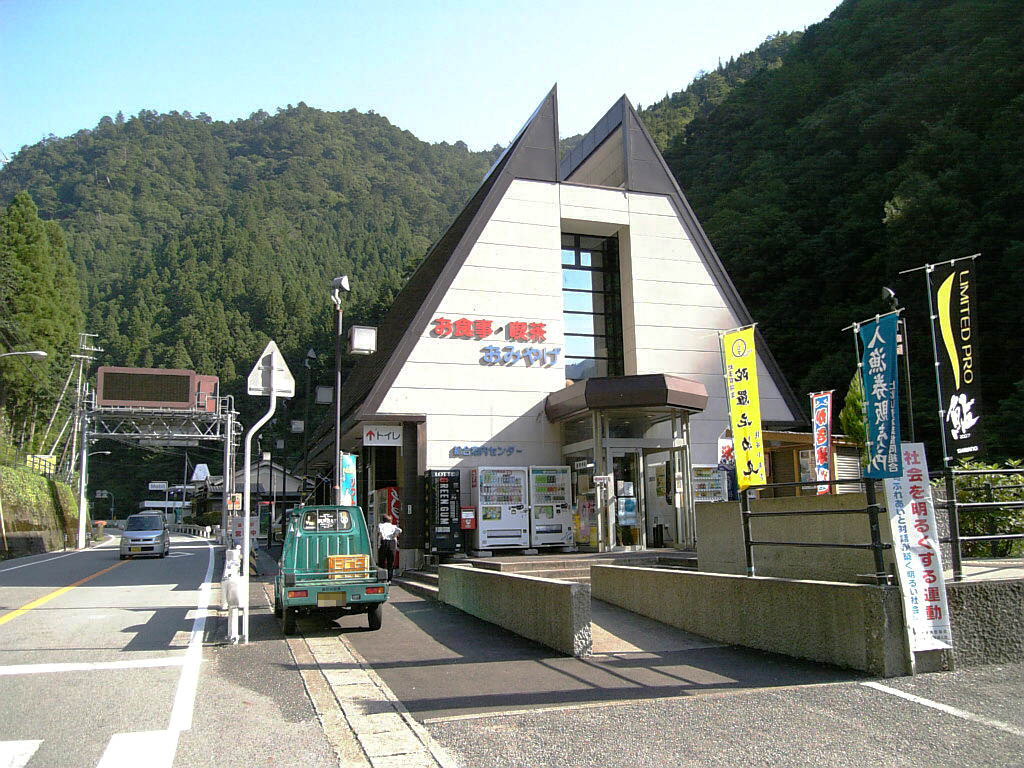
道の駅吉野路 上北山

国道169号を除くほとんどの道路が狭隘である。隣接する自治体の中で、比較的容易にアクセスできるのは下北山村、川上村のみである。五條市、十津川村、三重県大台町、紀北町、熊野市へは境界を通過する自動車道路がないためアクセスが難しい。尾鷲市とは林道および国道425号で結ばれているが、いずれも狭隘で、特に後者は"酷道"と呼ばれるほど道路状況が悪い。落石や崩落などの自然災害も多く、安全を考えると下北山村、熊野市へ南下したあと国道42号で迂回するのが無難である。天川村へは唯一のアクセス道路である国道309号（行者還トンネル経由）が冬季（12月から4月頃）通行止めとなるため、国道169号を北上して吉野方面へ大きく迂回しなければならない（それ以外の時期でも行者還トンネル付近を中心に狭隘区間が多いため通行には注意が必要である）。

#### 国道
- 国道169号
- 国道309号（行者還林道）
- 国道425号

#### 主要地方道
- 奈良県道40号大台ケ原公園川上線

#### 一般県道
- 奈良県道226号大台河合線
- 奈良県道228号東川河合線

### 索道
1911年（明治44年）、尾鷲町から村内の東ノ川出合にかけて丸三（丸の中に三）索道組が索道を架けた。以降、次々に5本の索道が掛けられ、村内で生産された木材が搬出される一方、食料や日用品が運び込まれるようになった。これら索道はダム建設のための道路が開通するなどにより1950年代までに姿を消した。また、これとは別に1914年（大正3年）、四日市製紙が東大台ケ原の森林8000町歩を買収、三重県相賀町に至るインクライン、索道、軽便鉄道を組み合わせた木材の搬出路を建設したが、1925年（大正14年）に伐採は終了して廃止されている。

## 名所・旧跡・観光スポット・祭事・催事
- 吉野熊野国立公園
- 大台ケ原
- 坂本ダム
- 道の駅吉野路 上北山
- 大峰山

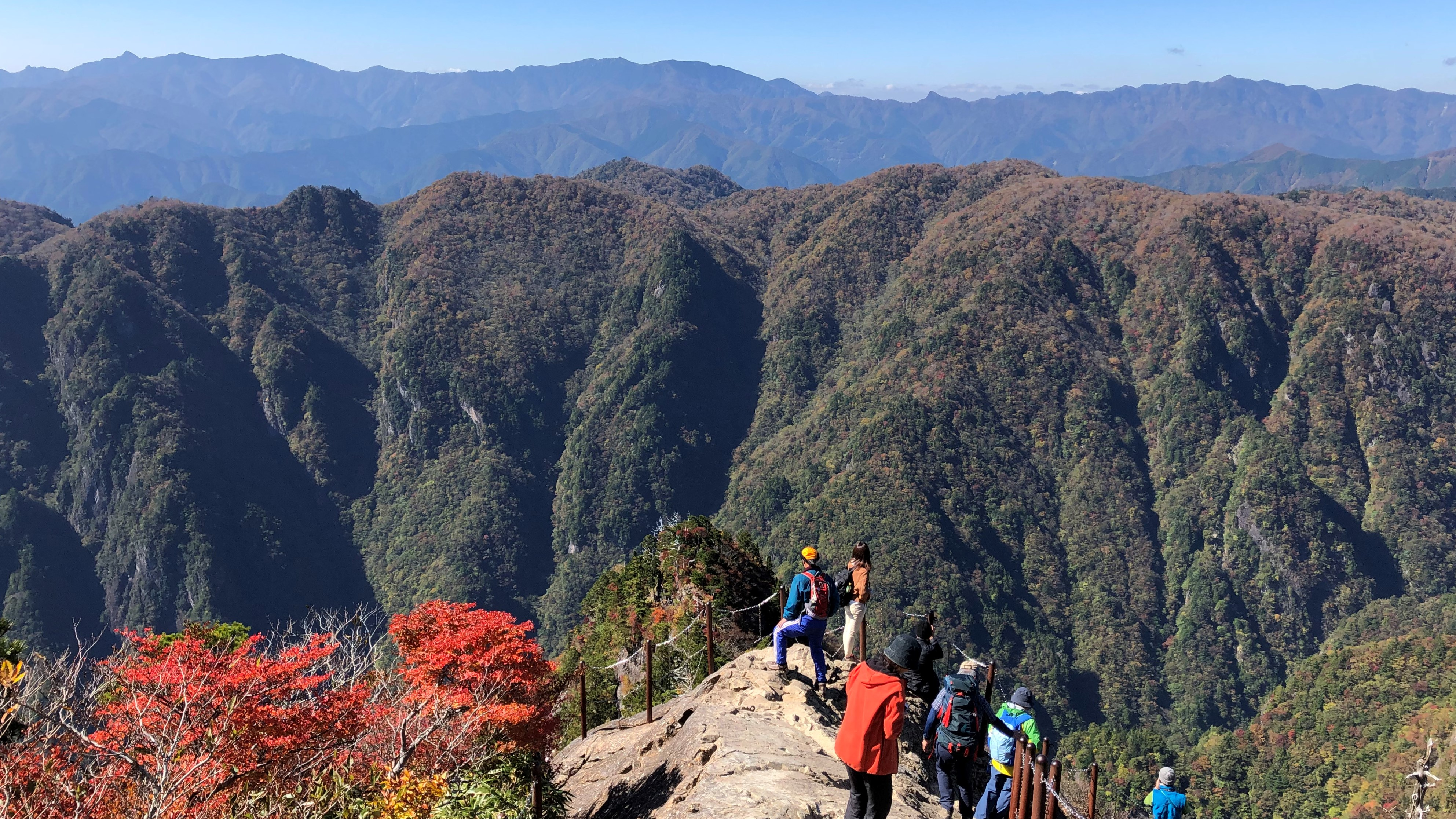
大台ヶ原大蛇嵓からの風景

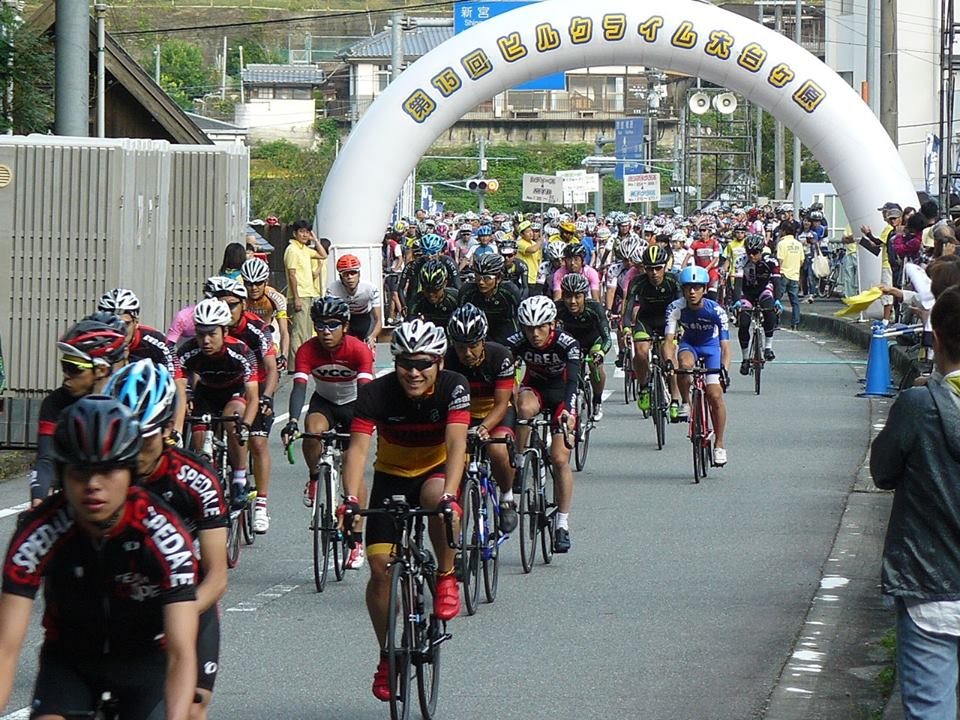
ヒルクライム大台ヶ原

- 大峯奥駈道 - 世界遺産「紀伊山地の霊場と参詣道」の一部。
- ナメゴ谷 - 大峰山脈行者還岳の東側にある谷で、国道309号から眺望できる。杉やヒノキの人工林のうち、尾根に残された広葉樹林（ミズナラ、ブナ、山桜など）が浮き上がって見え、観光名所として近年有名になった[1]。
- シシンラン群落 - 国の天然記念物

### 温泉
- 上北山温泉
- 小処温泉

### 祭事・催事
- ヒルクライム大台ヶ原 since2001

## 出身有名人
- 岩本平蔵（元衆議院議員）
- 岩本武助（元衆議院議員）
- 笑福亭竹林 (落語家)